# Xã Sumner No. 2, Quận Bremer, Iowa
Xã Sumner No. 2 (tiếng Anh: Sumner No. 2 Township) là một xã thuộc quận Bremer, tiểu bang Iowa, Hoa Kỳ. Năm 2010, dân số của xã này là 322 người.